# ソニド右旗
ソニド右旗（ソニドうき、モンゴル語：ᠰᠥᠨᠢᠳ 
ᠪᠠᠷᠠᠭᠤᠨ 
ᠬᠣᠰᠢᠭᠤ、中国語：苏尼特右旗）は、中華人民共和国内モンゴル自治区シリンゴル盟に位置する旗。地方政府はサイハンタル・バルガス（賽漢塔拉鎮）にある。略称は蘇右旗。
ソニドはチンギス・カンの子孫の名で、後に部落名となった。デムチュクドンロブの出身地であり、その王府があった。
ソニド草原が全域に広がり、牧畜業を主とする。中でも肉羊は主要な産物である。

## 行政区画
3バルガス（鎮）、4ソム（蘇木）を管轄：
- バルガス（鎮）
  - サイハンタル・バルガス（賽漢塔拉鎮）
  - ジュルフ・バルガス（朱日和鎮）
  - オルゴンタラ・バルガス（烏日根塔拉鎮）
- ソム（蘇木）
  - サンボラグ・ソム（桑宝拉格蘇木）
  - エレンノール・ソム（額仁淖爾蘇木）
  - サイハンオルジェ・ソム（賽罕烏力吉蘇木）
  - アチトオール・ソム（阿其図烏拉蘇木）

## 観光
- ソニド徳王府博物館：モンゴル民族自治活動家で、蒙古聯合自治政府・蒙古自治邦政府首席であったデムチュクドンロブ（徳王）の王府。 1996年に内モンゴル自治区重点文化保護単位となる。